# Ośno Drugie
Ośno Drugie (do 31 grudnia 2006 Ośno-Parcele) – wieś w Polsce położona w województwie kujawsko-pomorskim, w powiecie aleksandrowskim, w gminie Aleksandrów Kujawski.
W latach 1975–1998 miejscowość administracyjnie należała do województwa włocławskiego.